# 傷殘津貼
傷殘津貼，俗稱傷津、殘津或傷殘金，是香港社會福利署為香港居民的殘疾人士提供的福利金，在1973年4月1日起以「傷殘老弱津貼」的名義跟日後的高齡津貼一起推行。
傷殘津貼分為普通傷殘津貼及高額傷殘津貼兩種:160。截至2025年2月1日，領取津貼者每月可獲2,095港元（普通）或4,190港元（高額），並享有長者及合資格殘疾人士公共交通票價優惠計劃底下的票價優惠。此外12-64歲的受惠人每月可領取340港元的交通補助金。

## 歷史

### 創立
傷殘津貼由香港總督麥理浩推行。1972年，他於施政報告中提到：「[在社會福利上]為着一個有秩序的擴展，我們首先需要一個全面的計劃……建議展望四個範圍的發展……第二個範圍是現金支援那些『弱勢人士』，受惠的社群是嚴重傷殘和耆老人士。」:69
次年，傷殘津貼的前身「傷殘老弱津貼」開始推行。它於3月11日起接受報名，4月1日起開始實施。當時政府表示這一津貼能填補公共援助的缺失，並鼓勵受助人在家療養，讓人對公共照護資源的需求減輕。計劃初推行時，申請人或其代理人需到社會福利署社會保障組辦事處申請，然後安排申請人接受醫務衛生處評估是否符合標準，並且居住香港滿1年和沒有住在醫院和療養院，才可獲發每月110元的津貼。而申請成功的人士將收到兌款單據，讓之能到郵政局和庫務司署辦事處兌款。
此後它的金額亦不時按物價水平作檢討，且它從該時開始便把「失去100%賺取收入能力」定為嚴重殘疾的標準:57。

### 英治時期

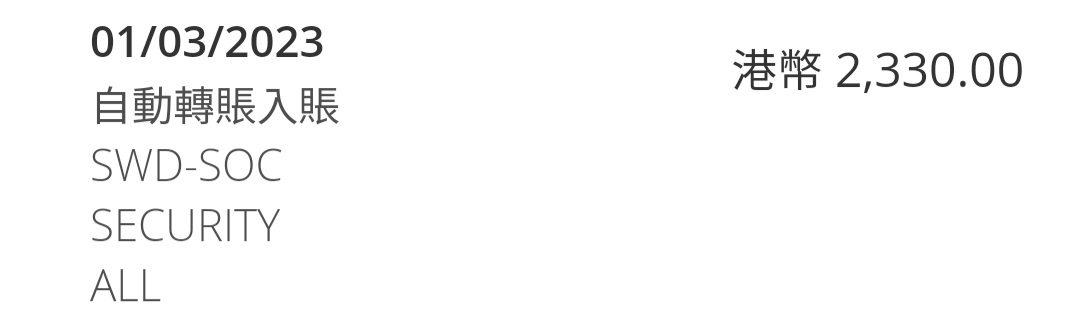
社會福利署經銀行向受惠人發放普通傷殘津貼和交通補助金的紀錄

1975年7月，助理福利員陸瑤璋對社會福利署提出的建議獲接納，讓後者改經銀行發放傷殘老弱津貼，以節省資源。陸因此獲獎。1977年，政府把傷殘老弱津貼更名為傷殘及高齡津貼，次年再命名為「特別需要津貼」。1979年，政府決定把有關津貼擴展至嚴重失聰、弱智、住院人士:44。
1988年，政府設立高額傷殘津貼，讓60歲以上、需要別人照顧的嚴重傷殘人士獲得較高金額的津貼:160。有關計劃於1990年擴展至所有人士。1993年，「特別需要津貼」重命名為「公共福利金」，並禁止綜緩受助人申領之。

### 特區時期
受亞洲金融風暴影響，香港特區政府成立初時財政陷入緊張。2003年，政府以物價水平下降為由，縮減傷殘津貼的11.1%，令基層人士苦於生計:166-167。次年，傷殘津貼的申請人需在港居住滿7年，並在申請時過去一年離港不超過56天，才符合資格申請。2005年，領取傷殘津貼者的離港寬限從180天增至240天。2008年2月，政府建議向領取傷殘津貼的12至64歲者額外發放交通補助金。初時金額為200元。有關建議在同年7月落實。
2009年5月，港鐵決定為領取傷殘津貼的12至64歲者提供半價乘車優惠，其後立法會通過修改《殘疾歧視條例》豁免附表，讓港鐵能在12月提供有關優惠。10月，申訴專員公署在報告中指出社署的傷殘津貼審批「準則含糊」，且過程不夠公開、欠記錄。社署則回應指會跟勞工及福利局、醫管局及衞生署一起檢討傷殘津貼的問題。
2010年的《施政報告》決定放寬領取傷殘津貼者的離港寬限至305日。2011年10月12日，行政長官曾蔭權於《施政報告》中提出讓傷殘人士以2元的價格乘坐公共交通工具，範圍涵蓋領取傷殘津貼人士。2012年6月，「兩元交通優惠計劃」首階段推出，讓領取傷殘津貼者能以優惠票價乘坐港鐵，之後擴展至專營巴士等公共交通工具。
同年，社署就申訴專員公署的批評提出改善建議，決定删除「是否有能力從事原有職業」等評估標準、要求醫師在更改評估內容時提供理由、向申請獲拒者提供原因。2016年，行政長官梁振英在施政報告中提出修改傷殘津貼的醫療評估準則，把「100%喪失工作能力」從評估中刪除，並不把傷殘人士的輔助工具納入工作能力的考慮標準。同年落實僅把傷殘人士自身的維持姿態能力視作嚴重殘疾的標準。2017年，政府基本把傷殘津貼跟賺取收入能力脫勾，回應了殘疾團體和立法會的訴求:58，並實現2016年九項修訂建議中的八項。2023年9月，社會福利署放寬申請人的離港限制，從56天增至90天。

## 程序資格

### 資格
要成功申請傷殘津貼，申請人首先需在港居住7年，並在申請前過去一年沒離港超過90天。18歲以下者可豁免以上規定。非法留港或非以定居理由而留在香港者會因此不符合規定。此外他們亦需「沒有受合法羈留或在懲教院所服刑」及「沒有領取公共福利金計劃下的其他津貼或綜合社會保障援助」。

### 程序
在符合上述規定後，申請人或其代理人需向社署提交已填妥的公共福利金計劃申請表、留醫紀錄、旅行證件等所需文件，然後由職員會見申請人及安排其接受醫療評估。由公立醫療體系的人員評定當事人是否屬於嚴重殘疾（定義如下），及有關情況會否持續多於六個月。若符合上述條件，即符合領取普通傷殘津貼的資格。若符合領取資格者不在政府轄下機構受照護超過29天，及日常中需別人不斷照顧，便可領取高額傷殘津貼。

### 嚴重殘疾
政府現行對嚴重殘疾的定義如下：二肢失能、雙手或雙手所有手指失能、雙腳失能、雙眼完全失去視力、四肢全癱、下身癱瘓、因任何疾病等因素而需長期躺在床上、因任何情況而使申請人的狀況跟上述殘疾相若，令「申請人極需他人協助應付日常生活」、聽覺極度受損。